# Gertrud Welcker
Gertrud Welcker, auch Gertrude Welcker bzw. Gertrud Carlsund (* 16. Juli 1896 in Dresden; † 1. August 1988 in Danderyd, Schweden) war eine deutsche Schauspielerin bei Theater und Stummfilm.

## Leben
Die gebürtige Dresdnerin besuchte während des Ersten Weltkriegs Max Reinhardts Schauspielschule in Berlin. 1915/16 spielte sie am Albert-Theater in Dresden. 1916 bis 1919 war sie an den von Reinhardt geleiteten Theatern (Deutsches Theater, Kammerspiele, Volksbühne) engagiert. Man sah sie unter anderem als Dirne in August Strindbergs Meister Olaf in einer Inszenierung von Ferdinand Gregori, als Lesbia in Felix Hollaenders Inszenierung von Friedrich Hebbels Gyges und sein Ring, als Recha in Ephraim Lessings Nathan der Weise und als Schwester Martha in Gerhart Hauptmanns Hanneles Himmelfahrt. Darüber hinaus spielte sie unter Reinhardts Regie die Marion in Georg Büchners Dantons Tod, die Sophie in Friedrich von Schillers Kabale und Liebe sowie die Desdemona in William Shakespeares Othello und die Jessica in Der Kaufmann von Venedig.
1917 begann Gertrud Welcker ihre Arbeit beim Film, zu dem sie ihr Bühnenpartner Paul Wegener holte, als er ihr in seinem Film Hans Trutz im Schlaraffenland die Rolle eines Engels gab. Zu Gertrud Welckers bekanntesten Rollen zählen Dusy Gräfin Told in Fritz Langs Meisterwerk Dr. Mabuse, der Spieler und die Gesine von Orlamünde in Zur Chronik von Grieshuus. Weitere Großproduktionen, an denen Welcker mitwirkte, waren Richard Oswalds Lady Hamilton und Carl Froelichs Luise Millerin (nach Schillers Kabale und Liebe). In weniger bedeutenden Produktionen wie Die Geisha und der Samurai und Eine Frau mit Vergangenheit spielte Gertrud Welcker Hauptrollen. In vier Filmen war sie die Partnerin von Albert Bassermann.
Mitte der 20er Jahre zog sich die Schauspielerin sowohl vom Film als auch (wenig später) von der Bühne zurück und heiratete 1930 den schwedischen Maler Otto Gustaf Carlsund, den sie während eines Paris-Aufenthaltes kennengelernt hatte. Nach der Scheidung (1937) von ihm fand Gertrud Welcker kurz vor Ausbruch des Zweiten Weltkriegs kurzzeitig eine Anstellung bei der UFA als Lektorin. Seit 1941 war sie für das Rote Kreuz aktiv. Kurz vor Kriegsende gelang Gertrud Welcker die Flucht nach Schweden, wo sie den Rest ihres Lebens als Gertrud Carlsund verbrachte.

## Filmografie (Auswahl)
- 1917: Hans Trutz im Schlaraffenland
- 1917: Eine Nacht in der Stahlkammer
- 1917: Panzerschrank Nr. 13
- 1918: Das Abenteuer einer Ballnacht
- 1918: Der Fluch des Nuri
- 1918: Es werde Licht!, 3. Teil
- 1918: Der Weltspiegel
- 1918: Mr. Wu
- 1918: Sein letzter Seitensprung
- 1918: Die Diamanten des Zaren
- 1918: Nocturno der Liebe
- 1919: Die Verführten
- 1919: Fluch der Vergangenheit
- 1919: Die Geisha und der Samurai
- 1919: Der Teufel und die Madonna
- 1919: Das Werk seines Lebens
- 1919: Der Tänzer (2 Teile)
- 1919: Die Maske
- 1919: Puppen des Todes
- 1919: Die Duplizität der Ereignisse
- 1919: Das Recht der freien Liebe
- 1920: Die Söhne des Grafen Dossy
- 1920: Das Frauenhaus von Brescia
- 1920: Lady Godiva
- 1920: Algol
- 1920: Abend – Nacht – Morgen
- 1920: Die Dame in Schwarz
- 1920: Eine Frau mit Vergangenheit
- 1921: Die goldene Kugel
- 1921: Sturmflut des Lebens
- 1921: Lady Hamilton
- 1921: Die Minderjährige
- 1922: Dr. Mabuse, der Spieler (2 Teile)
- 1922: Luise Millerin
- 1922: Die Perlen der Lady Harrison
- 1923: Dämon Zirkus
- 1923: Zwischen Abend und Morgen
- 1923: Zaida, die Tragödie eines Modells
- 1923: Die Marionetten der Fürstin
- 1923: Im Rausche der Leidenschaft
- 1923: Dieter, der Mensch unter Steinen
- 1923: Das Geschöpf
- 1924: Zur Chronik von Grieshuus
- 1925: Götz von Berlichingen zubenannt mit der eisernen Hand